# (27984) Herminefranz
(27984) Herminefranz (1997 VN) – planetoida z pasa głównego asteroid okrążająca Słońce w ciągu 4,54 lat w średniej odległości 2,74 j.a. Odkryta 1 listopada 1997 roku.